# Draaiorgelmuseum (Voortkapel)
Het Draaiorgelmuseum is een museum in Voortkapel, Westerlo, in de provincie Antwerpen.
Het museum toont ongeveer vijfentwintig grote en kleine draaiorgels. Een van de stukken stamt uit 1938 en is van de orgelbouwer Bursens uit Hoboken. Andere vooraanstaande stukken komen van van firma's als Decap en Mortier. Tussen de draaiorgels bevinden zich straat- kermis-, dans- en caféorgels. Ook worden er verschillende andere muziekinstrumenten getoond, zoals accordeons, kleinere afspeelapparaten en speeldozen
Het museum werd rond 2005 opgericht door Luc Peeters. Zelf een bugelspeler in de fanfare, kocht hij zijn eerste draaiorgel op zijn vijfentwintigste op een manifestatie in Nederland. Hierna breidde hij zijn collectie uit.